# Thierno Samba Mombeya
 (janvier 2021).
La mise en forme du texte ne suit pas les recommandations de Wikipédia : il faut le « wikifier ».
Les points d'amélioration suivants sont les cas les plus fréquents :
- Les titres sont pré-formatés par le logiciel. Ils ne sont ni en capitales, ni en gras.
- Le texte ne doit pas être écrit en capitales (les noms de famille non plus), ni en gras, ni en italique, ni en « petit »…
- Le gras n'est utilisé que pour surligner le titre de l'article dans l'introduction, une seule fois.
- L'italique est rarement utilisé : mots en langue étrangère, titres d'œuvres, noms de bateaux, etc.
- Les citations ne sont pas en italique mais en corps de texte normal. Elles sont entourées par des guillemets français : « et ».
- Les listes à puces sont à éviter, des paragraphes rédigés étant largement préférés. Les tableaux sont à réserver à la présentation de données structurées (résultats, etc.).
- Les appels de note de bas de page (petits chiffres en exposant, introduits par l'outil «  Source ») sont à placer entre la fin de phrase et le point final[comme ça].
- Les liens internes (vers d'autres articles de Wikipédia) sont à choisir avec parcimonie. Créez des liens vers des articles approfondissant le sujet. Les termes génériques sans rapport avec le sujet sont à éviter, ainsi que les répétitions de liens vers un même terme.
- Les liens externes sont à placer uniquement dans une section « Liens externes », à la fin de l'article. Ces liens sont à choisir avec parcimonie suivant les règles définies. Si un lien sert de source à l'article, son insertion dans le texte est à faire par les notes de bas de page.
- La présentation des références doit suivre les conventions bibliographiques. Il est recommandé d'utiliser les modèles {{Ouvrage}}, {{Chapitre}}, {{Article}}, {{Lien web}} et/ou {{Bibliographie}}. Le mode d'édition visuel peut mettre en forme automatiquement les références.
- Insérer une infobox (cadre d'informations à droite) n'est pas obligatoire pour parachever la mise en page.

Pour une aide détaillée, merci de consulter Aide:Wikification.
Si vous pensez que ces points ont été résolus, vous pouvez retirer ce bandeau et améliorer la mise en forme d'un autre article.
 (janvier 2021).
Si vous disposez d'ouvrages ou d'articles de référence ou si vous connaissez des sites web de qualité traitant du thème abordé ici, merci de compléter l'article en donnant les références utiles à sa vérifiabilité et en les liant à la section « Notes et références ».
Thierno Samba Mombeya (Muhammad Samba Ibn Saidou) en arabe محمد سمب né vers 1771 (1185 du calendrier hégirien) à Mombeya en Guinée est un théologien et un grand écrivain musulman de la tribu peule des Séleyanké. Il a été le pionnier de l'écriture islamique en langue peul (fulfulde) du Fouta Djallon. Il est l'un des plus grands poètes peuls et arabes de sa génération. Il est mort en 1854 (1272 de l'hégire)

## Biographie

### Études
Thierno Samba Mombeya étudie dès son jeune âge chez son père Thierno Saidou comme c'est l'habitude chez les peuls. Après quelques années d'études auprès de son père, il est envoyé chez Thierno Amadou toujours  dans son village natal de Mombeya.
Après Mombeya le jeune Samba est envoyé loin de son village à Bouroudji, près de Popodara à une vingtaine de kilomètres de Labé où il étudie tour à tour chez Thierno Billo Bouroudji, Thierno Abdoulaye et Thierno Abdourahmane tous deux fils de Thierno Aliou Bouroudji.

### Enseignement
Après plusieurs années d'études à Bouroudji, Thierno Samba retourne à Mombeya où il reçoit l'autorisation d'ouvrir une école en 1225 de l'hégire. Son école est principalement tournée vers l'enseignement du hadîth, parce que le Cheikh avait des idjazaat qui l'autorisaient à enseigner les Kutubu As Sitta (les six recueils de hadiths).

### Écriture en Pular (Fulfulde)
Enseignant, Thierno Samba constata que l'arabe avait pris beaucoup plus d'importance que le peul au Fouta Djallon, il décida d'écrire son livre Oogirde Malal, composé de 512 vers, dans lequel il exhorte l'étude de la religion en pular. Il traduit ainsi plusieurs œuvres classiques du fiqh malikite, dans sa langue maternelle, le pular.

### Décès
Thierno Samba mourut vers 1854 dans son village de Hinde à Mombeya après une longue maladie.

## Œuvres littéraires
Les œuvres littéraires de Thierno Samba sont estimées à plusieurs centaines même si la majeure partie de celles-ci sont à ce jour introuvables. Parmi ces écrits connus, citons:
- Oogirde Malal (le filon du bonheur éternel), livre composé de vers en Peul, dans lequel il parle de tawhid et de ibaadat et de muamalaat.
- Nahjatu As saaliki ilaa mashahiri ubbadil ilaahi Malik, sur les ibaadaat du madhab de l'imam Malik Ibn Anas.
- Lamiyati Toullabi (la lamiya de l'étudiant), en poésie arabe dans lequel il enseigne aux étudiants, comment se comporter pour avoir le savoir.

## Croyance
Thierno Samba Mombeya était d'obédience sunnite acharite de l'imam Abou Hassan al-Achari, et pratiquant du rite malikite de l'imam Malik Ibn Anas (711-795).